# Friesmühle

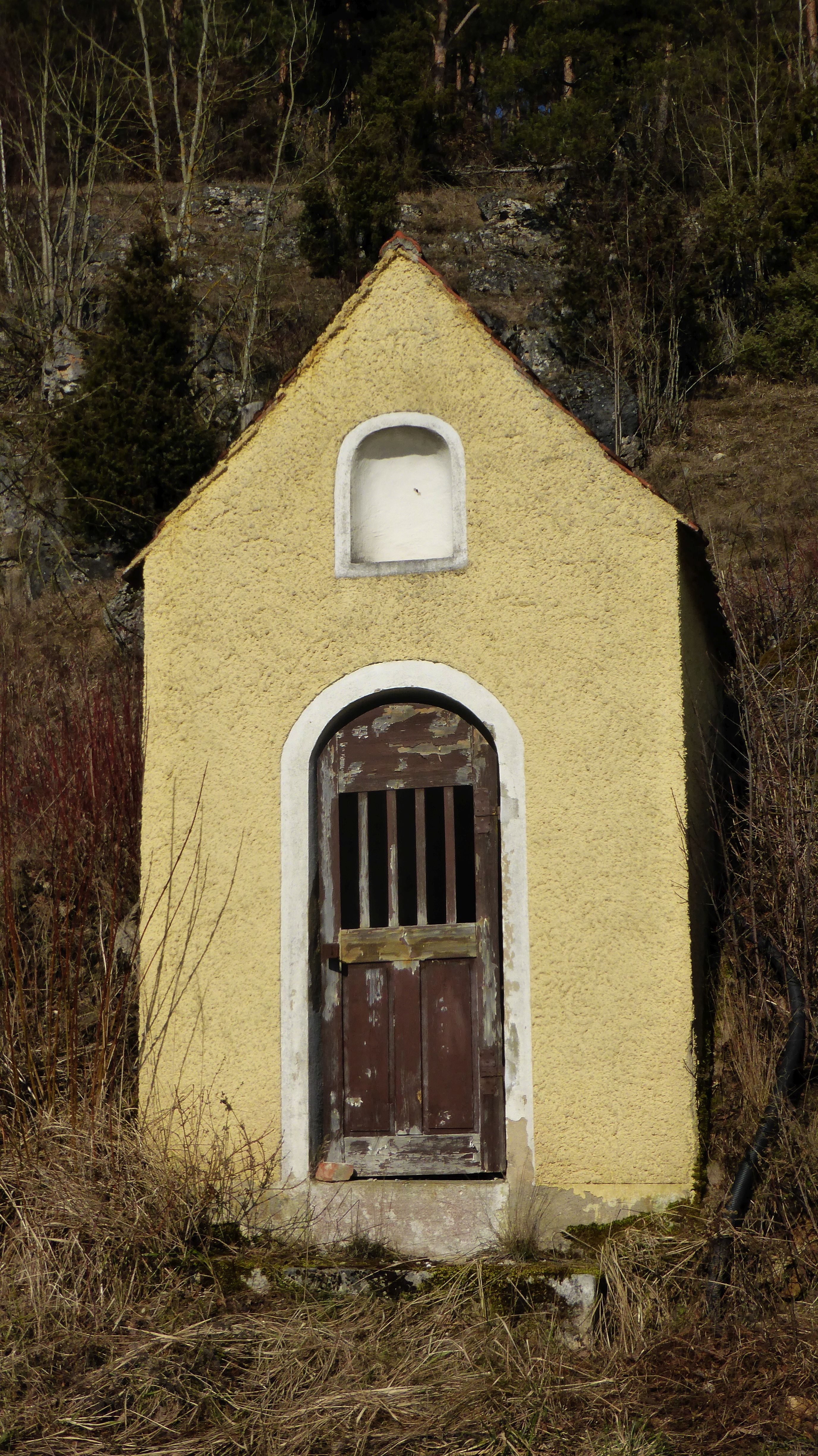
Kapelle bei der Friesmühle

Friesmühle ist ein Gemeindeteil des Marktes Hohenfels in Landkreis Neumarkt in der Oberpfalz in Bayern.

## Geographische Lage
Die Einöde liegt von Hohenfels aus etwa 1 km flussabwärts am linken Ufer des Forellenbaches, der in östlicher Richtung der Vils zufließt. Von der Staatsstraße 2234 zweigt eine Straße ab, die über den Forellenbach zur Friesmühle führt.

## Geschichte
Die Mühle unterstand dem kurpfälzischen Pflegamt Hohenfels und ist im Zinsbuch dieses Amtes von 1494 genannt. Im Kartenwerk von Christoph Vogel von ca. 1600 ist das Anwesen als „Friesmuhl/Frießmuhl“ verzeichnet. Gegen Ende des Alten Reiches, um 1800, bestand Friesmühle aus zwei Anwesen, wobei das kleinere, das „Widengütl“, öd lag.
Im Königreich Bayern wurde um 1810 der Steuerdistrikt Markstetten gebildet und 1811 zum Landgericht Parsberg (später Landkreis Parsberg) gegeben. Zu diesem gehörten die drei Dörfer Markstetten, Affenricht und Haasla, der Weiler Kleinmittersdorf sowie die Einöden Ammelacker, Ammelhof, Höfla, Friesmühle, Baumühle, Blechmühle, Lauf, Schönheim und Unterwahrberg. Mit dem zweiten bayerischen Gemeindeedikt von 1818 wurde dieser Steuerdistrikt in zwei Ruralgemeinden, nämlich Markstetten und Haasla, umgewandelt; die Friesmühle gehörte zur Ruralgemeinde Markstetten. Diese wurde zum 1. Mai 1978 nach Hohenfels eingemeindet. Seitdem ist die Friesmühle ein Gemeindeteil von Hohenfels.
Gebäude- und Einwohnerzahl:
- 1830: 5 Einwohner[7]
- 1838: 12 „Seelen“, 1 Haus[8]
- 1848: Müllerfamilie Ruidl[9]
- 1861: 8 Einwohner, 4 Gebäude[10]
- 1871: 11 Einwohner, 3 Gebäude; Großviehbestand 1873: 2 Pferde, 5 Stück Rindvieh[11]
- 1900: 2 Einwohner, 1 Wohngebäude[12]
- 1925: 14 Einwohner, 1 Wohngebäude[13]
- 1950: 5 Einwohner, 1 Wohngebäude[14]
- 1987: 2 Einwohner, 1 Wohnhaus, 2 Wohnungen[15]
- 2008: „ungenutzt“[1]

Auch heute ist nur eine Hausnummer im Gemeindeteil Friesmühle vergeben. Das oberschlächtige Wasserrad wurde 1913 durch eine Francis-Turbine ersetzt. 1950 wurde der Mahlbetrieb eingestellt, später auch das 1952 noch erweiterte Sägewerk aufgegeben.

## Kirchliche Verhältnisse
Friesmühle gehörte seit jeher zur katholischen Pfarrei St. Ulrich in Hohenfels im Bistum Regensburg. Dorthin gingen die Kinder auch zur Schule. – Die in der Nähe befindliche Kapelle „Gegeißelter Heiland“ aus dem 17./18. Jahrhundert gilt als Baudenkmal.